# Carignan (tổng)
Tổng Carignan là một tổng ở tỉnh Ardennes trong vùng Grand Est.
Tổng này được tổ chức xung quanh Carignan ở quận Sedan. Độ cao trung bình là 196 m.

## Hành chính
| Giai đoạn | Ủy viên        | Đảng | Tư cách |
| --------- | -------------- | ---- | ------- |
| 1988-1994 | Michel MARCHET | RPR  |         |
| 1994-2001 | Michel MARCHET | RPR  |         |
| 2001-2008 | Michel MARCHET | UMP  |         |
| 2008-2014 | Joseph PLUTA   | DVD  |         |

## Các đơn vị hành chính
Tổng Carignan gồm 26 xã với dân số 9 821 người (điều tra năm 1999, dân số không tính trùng)
| Xã                     | Dân số | Mã bưu chính | Mã insee |
| ---------------------- | ------ | ------------ | -------- |
| Auflance               | 91     | 08370        | 08029    |
| Bièvres                | 66     | 08370        | 08065    |
| Blagny                 | 1 259  | 08110        | 08067    |
| Carignan               | 3 259  | 08110        | 08090    |
| Les Deux-Villes        | 219    | 08110        | 08138    |
| La Ferté-sur-Chiers    | 224    | 08370        | 08168    |
| Fromy                  | 84     | 08370        | 08184    |
| Herbeuval              | 79     | 08370        | 08223    |
| Linay                  | 210    | 08110        | 08255    |
| Malandry               | 60     | 08370        | 08269    |
| Margny                 | 172    | 08370        | 08275    |
| Margut                 | 836    | 08370        | 08276    |
| Matton-et-Clémency     | 454    | 08110        | 08281    |
| Messincourt            | 530    | 08110        | 08289    |
| Mogues                 | 137    | 08110        | 08291    |
| Moiry                  | 188    | 08370        | 08293    |
| Osnes                  | 220    | 08110        | 08336    |
| Puilly-et-Charbeaux    | 244    | 08370        | 08347    |
| Pure                   | 585    | 08110        | 08349    |
| Sachy                  | 162    | 08110        | 08375    |
| Sailly                 | 223    | 08110        | 08376    |
| Sapogne-sur-Marche     | 130    | 08370        | 08399    |
| Signy-Montlibert       | 87     | 08370        | 08421    |
| Tremblois-lès-Carignan | 125    | 08110        | 08459    |
| Villy                  | 139    | 08370        | 08485    |
| Williers               | 38     | 08110        | 08501    |

## Thông tin nhân khẩu
| 1962                                                     | 1968   | 1975   | 1982   | 1990   | 1999  |
| -------------------------------------------------------- | ------ | ------ | ------ | ------ | ----- |
| 11 432                                                   | 12 236 | 11 934 | 10 982 | 10 141 | 9 821 |
| Nombre retenu à partir de 1962 : dân số không tính trùng |        |        |        |        |       |